# Gmina związkowa Gebhardshain
Gmina związkowa Gebhardshain (niem. Verbandsgemeinde Gebhardshain) – dawna gmina związkowa w Niemczech, w kraju związkowym Nadrenia-Palatynat, w powiecie Altenkirchen. Siedziba gminy związkowej znajdowała się w miejscowości Gebhardshain.

## Podział administracyjny
Gmina związkowa zrzeszała dwanaście gmin wiejskich:
1. Dickendorf
2. Elben
3. Elkenroth
4. Fensdorf
5. Gebhardshain
6. Kausen
7. Malberg
8. Molzhain
9. Nauroth
10. Rosenheim
11. Steinebach/Sieg
12. Steineroth

1 stycznia 2017 gmina związkowa została połączona z gminą związkową Betzdorf tworząc nową gminę związkową Betzdorf-Gebhardshain.